# جون ر. ميلتون
جون ر. ميلتون (بالإنجليزية: John R. Milton)‏ هو محرر وكاتب أمريكي، ولد في 24 مايو 1924 في أنوكا في الولايات المتحدة، وتوفي في 28 يناير 1995 بسبب نوبة قلبية.